# Flüssiggaslagerbehälter

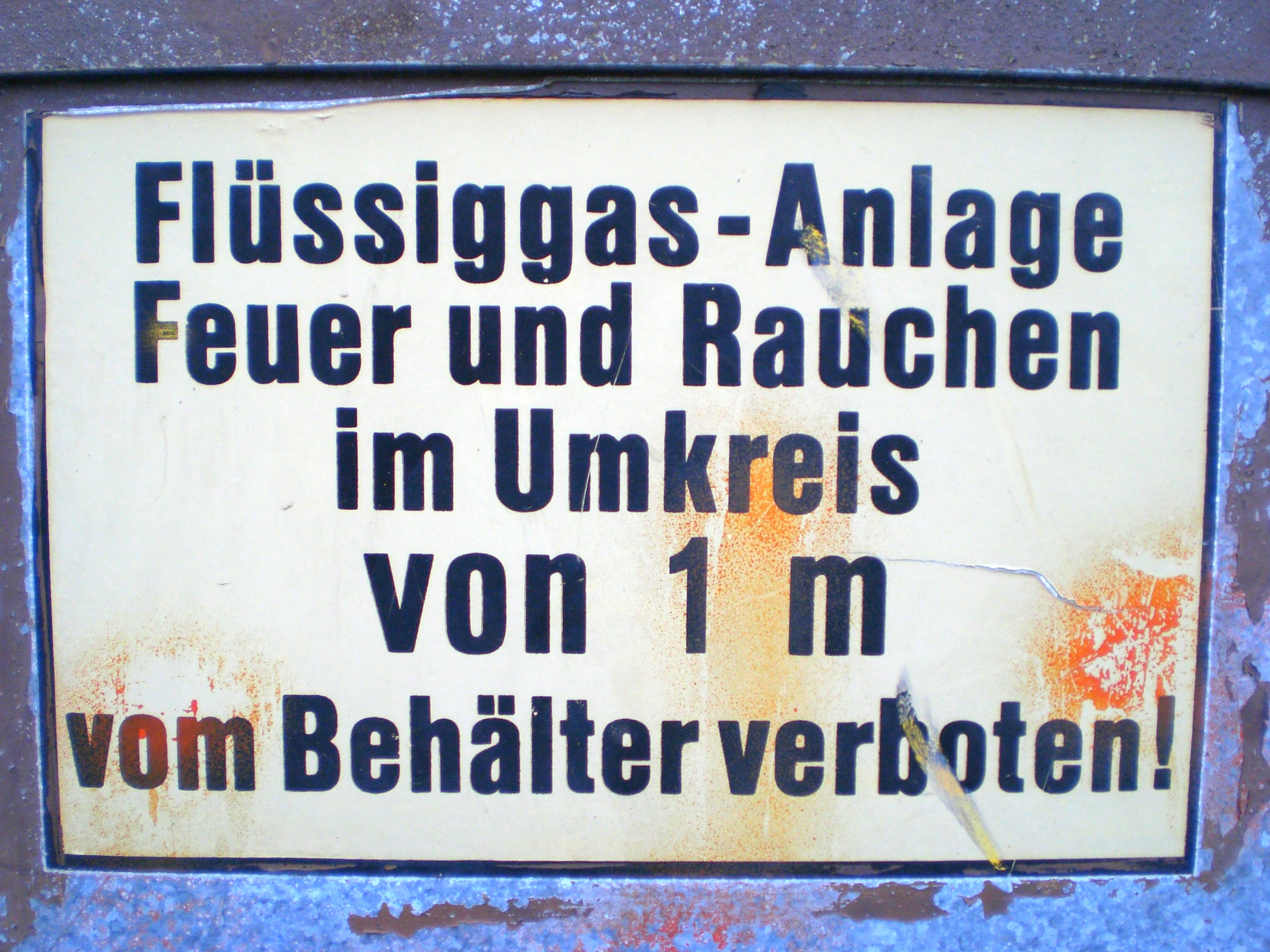
Warnschild an einem Flüssiggasbehälter in Flensburg

Flüssiggaslagerbehälter sind Druckbehälter, in denen Flüssiggas gelagert wird. Das so gelagerte Gas dient in der Regel zu Heiz- und Kochzwecken. 
Flüssiggaslagerbehälter gibt es in folgenden Ausführungen:
- oberirdisch
- halboberirdisch
- unterirdisch
- ortsbeweglich (siehe Gasflasche)

Flüssiggaslagerbehälter sind überwachungsbedürftige Anlagen und müssen regelmäßig durch eine zugelassene Überwachungsstelle  geprüft werden. Die Prüffristen betragen in der Regel 10 Jahre.
In Durchgängen, Durchfahrten, Treppenräumen oder an Treppen von Freianlagen, Fluren, Feuerwehrzufahrten und Notausgängen dürfen Flüssiggasbehälter nicht aufgestellt werden.
Für die Aufstellung und den Betrieb derartiger Behälter sind Technische Regeln, insbesondere die Technische Regeln für Betriebssicherheit TRBS und die Technische Regel Flüssiggas TRF, zu beachten.
Flüssiggase sind schwerer als Luft, daher ist bei der Lagerung darauf zu achten, dass eventuell austretendes Gas sich nicht in tiefer liegenden Bereichen ansammelt.